# Derecho procesal penal
El derecho procesal penal es el conjunto de normas jurídicas correspondientes al derecho público interno que regulan cualquier proceso de carácter penal desde su inicio hasta su fin entre el Estado y los particulares. Tiene un carácter primordial como un estudio de una justa e imparcial administración de justicia, la actividad de los jueces y la ley de fondo en la sentencia. Tiene como función investigar, identificar y sancionar (en caso de que así sea requerido) las conductas que constituyen delitos, evaluando las circunstancias particulares en cada caso y con el propósito de preservar el orden social entre los trabajadores.

## Antecedentes
- Fija la jurisdicción del juez; Vincula a las partes a un órgano jurisdiccional;
- Instrucción: es la primera parte del proceso en que se recogen y coordinan las pruebas con sujeción a las normas procesales, se prepara el material indispensable para la apertura del juicio, proporcionando al juez las pruebas que han de servirle para dictar su fallo, y al ministerio público y a la defensa, los elementos necesarios para fundar sus conclusiones;
- Conclusiones: cuando se declara cerrada la instrucción.
- Sentencia: la sentencia absuelve o condena al acusado, y le impone la pena correspondiente.

## Sistemas
El proceso penal puede descansar en uno de estos tres sistemas: 
- Acusatorio;
- Mixto;
- Inquisitivo.

En la mayoría de las naciones comenzó con la forma acusatoria, y pasó luego al sistema inquisitivo y posteriormente, a lo largo del siglo XIX, al sistema mixto.

### Sistema acusatorio
Es el sistema procesal que concibe al juez como un sujeto pasivo rígidamente separado de las partes y al juicio como una contienda entre iguales iniciada por la acusación a la que compete la carga de la prueba, enfrentada a la defensa en un juicio contradictorio, oral y público y resuelta por el juez según su libre convicción.
Favorece modelos de juez popular y procedimientos que valorizan el juicio contradictorio como método de investigación de la verdad.

#### Historia
Tras la caída del Imperio Romano, el proceso se vuelve acusatorio, confundiéndose en las primeras jurisdicciones con los ritos de las ordalías y los duelos judiciales. Es originario de Grecia y fue adoptado y desarrollado por los romanos. En un principio corresponde a la concepción privada del derecho penal, en cuanto el castigo del culpable es un derecho del ofendido, quien puede ejercitar su derecho o abandonarlo; si lo ejercita, el castigo y el resarcimiento del daño se tramitan en un mismo procedimiento, sin que haya distinción entre procedimiento penal y procedimiento civil.
Se basaba en los siguientes principios básicos:
- Facultad de acusar de todo ciudadano
- Necesidad de que alguien distinto al juez formule acusación para que pueda existir un juicio. El juez no procede "ex oficio".
- El juez no es un representante del Estado ni un juez elegido por el pueblo. El juez es el pueblo mismo, o una parte de él, si este es muy numeroso para intervenir en el juicio. La acción corresponde a la sociedad, mediante la acusación que es libre y cuyo ejercicio se confiere no sólo al ofendido y a los parientes, sino a cada ciudadano.
- Quien juzga es una asamblea o jurado popular, por lo que las sentencias no son apelables, sino que rige el principio de instancia única.
- El de libertad personal del acusado hasta que exista sentencia condenatoria
- El de igualdad absoluta de derechos y deberes entre acusador y acusado
- El de que el Juzgador limite su juicio a los hechos alegados y probados

### Sistema acusatorio formal, mixto o penal
El sistema acusatorio implica la repartición de tareas en el proceso penal puesto que el juzgamiento y la acusación recaen en diferentes sujetos procesos es por eso que el Juez no puede efectuar investigaciones por cuenta propia ni siquiera cuando se cometa un delito durante el juicio entiéndase delante de él, en este caso deberá comunicarlo al fiscal de turno; sin embargo, el Sistema Acusatorio no solo implica la separación de funciones entre juzgador, acusador y defensor sino también que trae consigo otras exigencias fundamentales tales como que necesariamente deben existir indicios suficientes de que un individuo haya cometido un hecho constitutivo de delito y no solo meras sospechas para poder realizar una imputación o iniciar un proceso afectando de esta manera la dignidad del sujeto imputado.
....
Fruto de las nuevas ideas filosóficas, como reacción ante las denuncias secretas, las confesiones forzadas y la tortura, surge en Francia un nuevo sistema procesal penal que respeta el derecho de todo ciudadano a ser juzgado públicamente en un proceso contradictorio, pero conservando un elemento del sistema anterior, el de la acusación oficial, encargada a funcionarios que de modo permanente suplan la carencia de acusadores particulares, con lo que nace el Ministerio Fiscal, que es órgano independiente de los juzgadores y representante de la ley y de la sociedad. Además, se conserva una fase de investigación secreta, escrita y no contradictoria, que a diferencia del sistema inquisitivo no sirve de base a la sentencia, sino a la acusación. La sentencia sólo puede basarse en las pruebas practicadas en el juicio.
Tanto el código termidoriano de 1795 como el código napoleónico de 1808 dieron vida al procedimiento mixto, en el cual predominaba el sistema inquisitivo en la primera fase, escrita, secreta, dominada por la acusación pública exenta de la participación del inculpado, privado de la libertad durante la misma; tendencialmente acusatorio en la fase sucesiva del enjuiciamiento, caracterizada por el juicio contradictorio, oral y público con intervención de la acusación y la defensa, pero destinado a convertirse en mera repetición o escenificación de la primera fase.
Los principios en que descansa este sistema son:
- La separación de la función de investigación y acusación y la función de juzgar. Para que haya juicio es preciso que exista acusación y la función de acusar corresponde, no siempre en exclusiva, a órganos públicos especiales.
- Del resultado de la instrucción depende que haya acusación y juicio, pero el juzgador ha de basarse en las pruebas del juicio oral.
- El acto del juicio es oral, público y confrontativo, y se rige por el principio de inmediación, dependiendo la sentencia de la apreciación por el Juez, no sometida a regla alguna.
- Según el modelo francés, la sentencia se da mediante una cooperación de magistrados y jurados. La combinación de ambos elementos en la Administración de Justicia varía según los distintos países. Puede excluirse la participación del jurado y conservarse todas las demás notas esenciales.

"El proceso mixto, también denominado Napoleónico (1808), es predominantemente inquisitivo en la primera fase, o sea escrito, secreto, dominado por la acusación pública y exenta de la participación del imputado privado de libertad durante la misma. Es aparentemente acusatorio en la segunda fase del enjuiciamiento, caracterizada por el juicio contradictorio, por ser oral y público con intervención de la acusación y la defensa, pero destinado a convertirse en mera repetición o escenificación de la primera fase. El proceso mixto presenta una acentuación de la etapa de investigación y una progresiva pérdida de contenido de la fase de enjuiciamiento reducida a mera y prejuzgada duplicación de la primera." (Miguel Medina Pérez, Heliodoro Emiliano Araiza Reyes, Jorge Gabriel Lugo Reyes)

## Regulación por países

### Argentina
En Argentina el derecho procesal penal es de competencia de los Estados particulares, es decir que cada jurisdicción, cada provincia y la ciudad autónoma de Buenos Aires, así como el Estado Nacional, dictan sus propios códigos de procedimientos penales. Si bien hay un único código penal, la forma de llevar a cabo las penas que impone para los delitos este último, es determinada por cada uno de los códigos procesales. Prepondera el sistema mixto.
En diciembre de 2014 se aprobó por ley 27.063 el nuevo Código Procesal Penal Federal, que instrumenta el sistema acusatorio al Proceso Penal de la Nación Argentina.

### Chile
En Chile, el antiguo código de procedimiento penal de 1906 establecía un sistema inquisitivo. Con la promulgación del código procesal penal en 2000, rige un sistema acusatorio, con la excepción de casos que involucran militares activos entre 1973 y 1990.

### España
El sistema de la Ley de Enjuiciamiento Criminal de España para el proceso ordinario por delitos es el sistema acusatorio formal o mixto. Aunque esta Ley regula otros procedimientos, tales como el procedimiento abreviado, el procedimiento para el enjuiciamiento rápido de determinados delitos o el juicio por delitos leves. Y la Ley Orgánica del Tribunal del Jurado, el juicio por Jurado, previsto en España para los procesos por delitos expresamente previstos en el artículo 2 de la citada Ley.

### Perú
En Perú, en la actualidad se viene cambiando el antiguo código de procedimientos penales de 1940, el cual es eminentemente inquisitivo, por el código procesal penal de 2004, el que propugnada un sistema acusatorio-garantista con rasgos adversariales.

### Venezuela
En Venezuela, En el periodo de la actualidad, se viene reformando la norma, del Código Orgánico Procesal Penal (COPP).

### República Dominicana
En República Dominicana, a partir de la creación de la ley No.76-02, código procesal penal dominicano, instaura el sistema acusatorio moderado, en el que pese a no desarrollar de manera integra todos los aspectos del sistema acusatorio, es regido de manera oral, pública y contradictoria, que no deja la iniciativa privada la persecución del supuesto infractor y ofrece a este ciertas garantías contra posibles acusaciones vejatorias, precipitadas o calumniosas. sin embargo, el dominio del conflicto dependerá de la posición de la víctima en las infracciones públicas a instancia privada y las acciones privadas, favoreciendo el descongestionamiento del sistema de justicia penal dominicano y concentrando la acción persecutoria a los casos con mayor incidencia en la sociedad. 
El respeto a los derechos fundamentales de los imputados resulta la clave esencial para el sostenimiento del proceso penal dominicano, afectando su irrespeto la legalidad del proceso mismo y su subsistencia. El respeto al derecho de defensa constituye el motor del sistema, como garantía al debido proceso.

### Costa Rica
En Costa Rica, el nuevo código procesal penal fue publicado el 4 de junio de 1996; básicamente está orientado hacia un proceso meramente oral y acusatorio. 
Sus características principales tienden a: 
- fortalecer el juicio oral público y contradictorio como etapa central del proceso penal;
- imponer la separación definitiva entre la actividad de la investigación y la jurisdiccional;
- dotar al ministerio público de los medios de investigación apropiados para que la persecución criminal sea eficiente;
- garantizar la defensa técnica, pública y particular a todo sospechoso desde la primera información que indique que una persona está bajo investigación;
- introducir medios alternativos en la solución de conflictos penales;
- crear un servicio público de defensa;
- controlar la duración del proceso.
- auxiliar al juzgador en las dudas adquiridas en el proceso.